# DJ MASTERKEY
DJ MASTERKEY（ディージェイ・マスターキー、本名：矢沢 正樹〔やざわ まさき〕）は、日本のDJ。1990年代にBUDDHA BRANDのDJとして活動。東京都大田区蒲田出身。

## 略歴
BUDDHA BRANDのDJとして活動後、自身のソロ作品を発表、渋谷のクラブHARLEMのDJとしてイベント「DADDY'S HOUSE」を主催。また、他アーティストのリミックス・プロデュースも手がける。
- 1988年
  - 渡米し、ニューヨークのクラブでDJ活動をする傍ら、DEV LARGE、NIPPS、CQと共にBUDDHA BRANDを結成。1995年に日本に帰国。
- 2001年
  - 自身のプロダクション&レコードレーベル「THE LIFE ENTERTAINMENT」を東京都目黒区に設立。
- 2003年冬
  - 自身のニックネームと同名のアパレルブランド「ROCKSMITH」を設立。
- 2005年
  - 「ROCKSMITH」のデザインをニューヨークの「kiloインターナショナル」と共同で行うようになる。

## 人物
- アーティスト名の「MASTERKEY」の由来は、本名の「まさき」の発音をもじったもの。BUDDHA BRANDのメンバーや関係者からは姓の矢沢から「やーちん」「やっちゃん」などと呼ばれている。
- 別名「ROCKSMITH（ロックスミス）」。渡米時代にニューヨークのクラブで常にダンスフロアをROCKさせていた事と、MASTERKEY(鍵)を作る「LOCKSMITH」とを掛け合わせて名付けられたもの。
- 口癖は「俺がDJ MASTERKEY! 今夜も揺らすパーティー! 東京・NYC! Numero Uno! ブギ・ダウン蒲田代表!」、「東京No.1 DJ!」など。
- NIPPS曰く「野人」。ニューヨーク時代、通りを上半身裸で歩くことが多かったという。

## MIX-CD

### 主なリミックス作品
| 発売日         | アーティスト | 曲順 | 楽曲名                                                    | 収録作品名                |
| -------------- | ------------ | ---- | --------------------------------------------------------- | ------------------------- |
| 2001年10月31日 | DJ YUTAKA    | 2    | BACK UP(SAGARE)(Remixed by DJ MASTERKEY)                  | UNITED NATIONS“THE REMIX” |
| 2003年3月29日  | 清貴         | 4    | The Only One(DJ MASTERKEY REMIX)                          | THE Remix                 |
| 2003年9月26日  | SOULHEAD     | 4    | BREAK UP〜DJ MASTERKEY REMIX〜                            | REFLECTION                |
| 2003年10月8日  | キングギドラ | 5    | F.F.B.(DJ MASTERKEY Remix)                                | 最新兵器                  |
| 2003年11月27日 | XBS          | 4    | HEY! DEEJAY! DJ MASTERKEY REMIX                           | ALL DAY ALL NIGHT         |
| 2003年12月10日 | V.A.         | 9    | 青春のテーマ（DJ MASTERKEY Remix）                        | 「太陽にほえろ!」Remixies |
| 2004年6月23日  | MIC BANK     | 4    | B NUTS DJ MASTERKEY THE LIFE REMIX                        | B NUTS                    |
| 2004年9月29日  | CHRIS        | 16   | KICK DA SHIT feat.ALALAGI,三角K,MIKO,KUTTS & DJ MASTERKEY | 暁けの明星                |